# Tabi (Angola)
Tabi je město a obec v angolské provincii Bengo. Během posledního sčítání lidu žilo v Tabi okolo 900 lidí. Nachází se na jih od přístavu Ambriz u silnice Estrada p/Yembe, severně od obce Yembe. Obec je sice v angolské pobřežní oblasti, ale není na břehu Atlantského oceánu, je umístěna o kus dál ve vnitrozemí.

## Hospodářství
Vzhledem k blízkosti moře, které je od města vzdáleno pouhé 4 kilometry, se místní lidé specializují na rybolov.
Zemědělství není příliš rozvinuté a málo výnosné.

## Doprava
Tabi nemá příliš dobré spojení s okolím. Není zde letiště a ani zde nevede železnice.